# Колледж Святого Креста (Вустер)
Колледж Святого Креста (англ. College of the Holy Cross) — частный гуманитарный католический университет в г. Вустер, штат Массачусетс, США.

## История
Основан в 1843 году как мужской иезуитский колледж. Является старейшим католическим высшим учебным заведением в Новой Англии и одним из старейших в США. Входит в Ассоциацию иезуитских колледжей и университетов.